# 范弗利特 (密西西比州)
范弗利特（英語：Van Vleet）是位於美國密西西比州奇克索縣的普查規定居民點。

## 歷史
范弗利特的郵局自1891年營運至今。

## 人口
根據2020年美國人口普查的數據，范弗利特的面積為2.00平方千米，皆為陸地。當地共有人口95人，而人口密度為每平方千米47.5人。